# Thierry Zig
Pour les articles homonymes, voir Zig.
Thierry Zig est un joueur français de basket né le 4 juillet 1975 à Bondy.

## Carrière
- 1994-1997 :  Levallois (Pro A)
- 1997-2000 :  Paris SG (Pro A)
- 2000-2001 :  Paris BR (Pro A)
- 2001-2002 :  Gijón
- 2002-2003 :  Málaga (Liga ACB)
- puis    :  CB Granada (Liga ACB)
- puis    :  Paris BR (Pro A)
- puis    :  C.B.Tarragona (LEB)
- 2003-2004 :  Paris BR (Pro A)
- puis    :  JDA Dijon (Pro A)
- 2004-2005 :  Livourne (Lega A)
- 2005-2006 :  Viola Reggio de Calabre (C2)
- 2006-2007 :  Mlekarna Kunin Novi Jicin
- puis    :  ETHA Éngomis (Div. A)
- puis    :  CSKA Sofia (Bulgaria NBL)
- 2007-2008 :  Agricola Gloria Montecatini (LegaDue)
- 2008-2009 :  Boulazac Basket Dordogne (Pro B)
- 2010-2012 :    Tremblay-en-France (NM2)

## Palmarès
- 2004 : Vainqueur de la Semaine des AS avec la JDA Dijon
- 2008 : Vainqueur du Quai 54 avec la Fuzion PROZIKFI
- 2010 : Vainqueur du Quai 54 avec la Fuzion
- 2002 : Deuxième meilleur marqueur du tournoi de Fuenlabrada (Ligue été espagnole)

## Sélections
Il compte une vingtaine de  sélections.
- 1995 : Équipe de France espoirs
- 1996-1998 : Équipe de France de A'

## Distinctions
Vainqueur du concours de dunk lors du All Star Game de 1997 à Montpellier